# Гавин Макинес
Гавин Макинес (енгл. Gavin McInnes; Хичин, 17. јул 1970) канадски је новинар и стендап комичар шкотског порекла. Суоснивач је организације „Vice Media”.

## Биографија
Рођен је 1970. у Хичину од оца Џејмса и мајке Лорејн. У трци за председника САД 2016. подржао је Доналда Трампа због тога што сматра да је западом завладао регресивни социјални либерализам и регресивна левица, чији резултат су између осталог тзв. сигурносне зоне (енгл. safe-space) на универзитетима (зоне где је забрањено изношење мишљења које вам се не допада), оживљавање расизма кроз тзв. „пецање на расизам” (енгл. race baiting) од стране медија и милитаризација активиста „Black Lives Matter”.